# Satana nella cultura di massa
Satana è stato rappresentato nella cultura di massa in numerosi casi e in diverse forme.

## Narrativa

### Letteratura
- Nel breve racconto di H. G. Wells La tentazione di Harringay (The Temptation of Harringay, The St. James's Gazette, 9 febbraio 1895)[1][2] il protagonista, un pittore di Chelsea viene tentato dal Diavolo per ottenere la sua anima in cambio dell'ispirazione per creare una tela da capolavoro.
- Nel libro Il maestro e Margherita[3][4] sotto il nome di Woland (nome tratto a sua volta dal Faust di Goethe) Satana appare come un uomo alto, vestito in nero con un occhio verde e l'altro nero e vuoto[5]
- Nel romanzo "Memnoch il Diavolo" di Anne Rice, Memnoch sarebbe il vero nome di Satana, che qui non è il Male Assoluto, bensì un'entità angelica che, mossa a pietà di un'umanità ancora in stato primordiale, si ribellò al divieto d'interferire di un Dio indifferente, e da allora continua la sua attività da Prometeo portando l'umanità sulla strada verso Dio. L'autrice abbraccia l'idea di un Inferno non eterno e che, in linea di massima, altro non è che un Purgatorio[6][7]
- J. R. R. Tolkien si è ispirato alla figura del Satana cristiano per ideare il personaggio di Morgoth, che nell'universo di Arda rappresenta il male assoluto[8][9]
- Nei due romanzi della saga Le Cronache di Narnia “il ragazzo e il cavallo” e “l’ultima battaglia”, il personaggio Tash altri non sarebbe che Satana per come appare nel mondo di Narnia (in quanto nemico di Aslan, ossia Gesù Cristo).
- Nella saga de La torre nera (di Stephen King) il personaggio del Re Rosso sembra avere molti tratti in comune con il Satana cristiano[10][11][12][13]. Nel romanzo It (dello stesso autore, e che presenta più di una connessione con La Torre Nera) la figura del malefico Pennywise rimanda in più particolari a quella di Satana[14][15]

### Fumetti

Copertina del primo volume dell'edizione italiana.

- In 666 Satan di Seishi Kishimoto, il protagonista, Jio, possiede il potere di trasformarsi nella bestia, cioè in Satan, e durante la sua trasformazione, sulla fronte del ragazzino appare il Numero della bestia, cioè il 666[16].
- Il personaggio Marvel Mefisto, nonostante sia apparentemente una figura diversa da Satana, ne prende numerose caratteristiche, in quanto ha un aspetto simile, il potere di fare patti con i mortali, una malvagità che supera qualsiasi altro personaggio conosciuto ed il dominio su un mondo posto sottoterra, molto simile all'Inferno, dove tortura i dannati che hanno fatto patti con lui o che hanno comunque commesso solo peccati e malvagità in vita[17][18]. Lo stesso Mefisto ha più volte dichiarato di essere veramente Satana.[senza fonte]
- Satana è il principale antagonista del manga e anime Devilman di Gō Nagai: non è però un demone, bensì un bellissimo angelo. Scacciato dal paradiso da Dio, si è schierato dalla parte dei demoni, e vuole sterminare il genere umano. Ciononostante non può essere definito completamente malvagio, ed è dotato di sentimenti molto umani, al punto di innamorarsi di Akira Fudo (protagonista della storia) e sacrificare il suo soldato più potente per dargli la possibilità di sopravvivere allo sterminio della razza umana.[19][20][21]
- In Blue Exorcist Satana, rappresentato come il demone più potente di Gehenna (il mondo dei demoni nell'opera), è il padre naturale dei due gemelli Rin e Yukio Okumura. In quest'opera non ha una forma propria ma possiede i corpi di altre persone, tuttavia nessuno si è dimostrato in grado di sopportare il suo immenso potere. Tuttavia non si è vista ancora la sua vera forma, ma durante il Filler Arc dell'anime viene mostrato che la sua "forma base" è null'altro che una fiamma blu, suo segno distintivo e potere più pericoloso nell'arco dell'intera opera, ovviamente è filler.[22][23]
- Nel fumetto umoristico italiano Geppo quest'ultimo è un diavolo buono che Satana cerca di far diventare cattivo, ma senza troppo successo.

### Film
- Nella saga horror Hellraiser a svolgere le veci di Satana è il dio infernale Leviathan: la sua forma è quella di un immenso trapezoedro dorato e coperto di simboli che incombe sul mondo dei Cenobiti.[24][25]
- Nel film L'infernale Litterio di Nicola Calì, Satana stringe un patto con il professor Tartini,[26] il proprietario di una villa nel paese del protagonista, Litterio. L'accordo prevede che debba morire Maria, la figlia del professor Tartini. A risolvere la questione e a vedersela col diavolo è lo stesso Litterio.
- Nel film Tenacious D e il destino del rock di Liam Lynch, Satana è interpretato da Dave Grohl in una delle scene finali del film.[27][28]
- Nel film Satana in corpo di Gordon Hessler (1970), un giudice perseguita le donne di un villaggio accusandole di stregoneria e bruciandole sul rogo. La bestia satanica si impossessa del corpo, amato da un famigliare del giudice, e torna per vendicarsi.
- Nel film The Exorcism of Emily Rose di Scott Derrickson (2005), ispirato al fatto di Anneliese Michel, si racconta la storia di una ragazza posseduta da sei demoni, tra cui Lucifero, e dei fenomeni paranormali manifestati.

### Serie TV
- In un episodio della nuova versione di Doctor Who di Sydney Newman, C. E. Webber e Donald Wilson appare Satana, infatti l'episodio doppio è intitolato L'abisso di Satana.[29][30]
- Satana è uno dei personaggi della serie televisiva Reaper - In missione per il Diavolo di Michele Fazekas e Tara Butters, in onda su MTV.[31]
- Nella serie tv Supernatural di Eric Kripke appare come antagonista nella quinta stagione, nelle vesti di un potente arcangelo caduto ferito da Dio (che lo ha punito per troppo amore) e anche da altri angeli, infatti appare un Lucifero (viene chiamato con il suo nome angelico), molto umano e con sentimenti, oltre ad una forte capacità di insinuare il dubbio nei suoi interlocutori.[32][33]
- In Stargate SG-1 Satana è una delle identità di Sokar, e nelle sue intenzioni la luna di Ne'tu è basata sull'Inferno della tradizione giudaico-cristiana.[34]
- Nella serie tv Lucifer di Tom Kapinos il diavolo decide di prendersi una pausa dall'inferno e andare in vacanza a Hollywood dove finalmente potrà rifarsi una vita. comprerà un night club, si unirà alle forze dell'ordine di Los Angeles e cercherà in tutti i modi di sfuggire al volere di suo padre (dio).

### Serie animate
- Nel manga e anime Dragon Ball il personaggio di Darbula è ispirato al Diavolo cristiano: è il re degli Inferi, ed il più forte guerriero del suo mondo, almeno fino all'arrivo del ben più potente Majin Bu.[35][36][37][38][39][40]
- Nel quarto film de I Cavalieri dello zodiaco (L'ultima battaglia) Satana appare come principale antagonista (ma con il nome di Lucifero). Nella serie classica (manga e anime) è inoltre possibile notare alcune somiglianze tra il Satana cristiano e i personaggi di Poseidone e Ade.
- Nella saga La Ruota del Tempo viene impiegato il nome ebraico Shaitan.
- Nella serie animata inglese La pietra dei sogni il malvagio Zordrak, principale antagonista della serie, è basato sulla figura di Satana descritta nel Paradiso perduto: egli era membro del Consiglio dei Fabbricanti dei Sogni ma, per la sua brama di potere, fu espulso da esso ed esiliato nella Terra degli Incubi. In origine il suo nome doveva essere Nasta Shelfim, anagramma delle parole Satan Himself (Satana in persona), ma l'idea fu scartata dagli sceneggiatori della serie in quanto ritenuta troppo "audace".
- Nella serie animata francese Sulle ali dei Dragon Flyz il malvagio mutante Mente Nera (Dreadwing in originale) ricalca in molti aspetti la figura di Satana: il suo aspetto fisico simile a quello di un demone, il luogo in cui vive (una montagna circondata da fiumi di lava), la sua cavalcatura (un feroce drago rosso sputafuoco), il fatto che nella serie ci si riferisca a lui come ad "un angelo caduto" e il suo citare la celebre frase tratta dalla Divina Commedia: "Lasciate ogni speranza, o voi ch'entrate".
- Nella serie animata statunitense Helluva Boss, Satan è uno dei Sette Peccati Capitali, ossia i nobili che abitano l'Inferno, re del girone dell'Ira. Rappresentato come un demone grande, muscoloso e rosso simile a un drago con quattro occhi e corna, è il giudice del tribunale dell'inferno. È ben distinto dalla figura di Lucifero, che invece è il re dell'Inferno e rappresenta il peccato della superbia. È doppiato da Patrick Page.

### Videogiochi
- In Cuphead, l'antagonista principale è un diavolo dal nome Satanasso Pigliatutto, disegnato come i vari demoni cornuti e dalla pelliccia nera dei vecchi cartoni animati, con tanto di forcone e poteri mutaforma.
- In Super Paper Mario, sono visitati dei luoghi chiamati Mondodigiù e Mondodisu, rispettivamente la controparte degli Inferi della mitologia greca e del Paradiso della religione cristiana. L'antagonista di questa locazione è Freddossa: un Nimbì (un essere angelico del Mondodisu) esiliato e imprigionato negli abissi del Mondodigiù per la sua malvagità che l'ha trasformato in un demonico mostro di ghiaccio con tre paia ali. Freddossa fa riferimento a varie storie di Satana: il tradimento e l'esilio di Lucifero, l'aspetto e l'affinità al ghiaccio che ha Satana nella Divina Commedia e la sua fuga che si rifà all'Apocalisse di Giovanni.

- In The Binding of Isaac: Rebirth si può sia affrontare Satana come un boss sia stringere patti con quest'ultimo.è presente anche una versione di Satana più potente chiamato Mega Satana che si potrà combattere solo dopo aver ottenuto dei pezzi di chiave uccidendo gli angeli Gabriel e Uriel.

## Cinema e televisione
Nel cinema recente o in televisione (diversamente che nei cartoni animati), Satana non sempre è rappresentato con la classica iconografia (un mostro antropomorfo dalla pelle rossa con corna, coda, ali di pipistrello e tridente), ma più spesso con le fattezze di un normale essere umano; in rari casi si può ascoltare solo la sua voce.
Non sono rari i film, spesso commedie, in cui il demonio si presenta ad un essere umano col fine di accaparrarsi la sua anima, egli in cambio si offre di esaudire un certo numero di desideri (solitamente sette) e propone all'uomo il classico patto col diavolo che va naturalmente firmato col sangue dell'individuo stesso. Appartengono a questo filone Il mio amico il diavolo sceneggiato e interpretato da Peter Cook e con Dudley Moore e Indiavolato (Bedazzled, 2000) con Brendan Fraser, dove il demonio ha le fattezze sensuali di Elizabeth Hurley.
In alcuni casi il diavolo non vuole essere riconosciuto, ecco quindi che Robert De Niro si presenta come Louis Cyphre (che in inglese suona come Lucifero) a Mickey Rourke in Angel Heart - Ascensore per l'inferno.
Esso è stato iconografato anche come una persona inquietante e allo stesso tempo anche stranamente affascinante, come nel film L'avvocato del diavolo (1997), interpretato da Keanu Reeves nel ruolo di protagonista e da Al Pacino nel ruolo del diavolo.

### Filmografia parziale

#### Anni '40
- Totò al giro d'Italia, regia di Mario Mattoli (1948)

#### Anni '60
- Il mio amico il diavolo (Bedazzled), regia di Stanley Donen (1967)
- Rosemary's Baby - Nastro rosso a New York (Rosemary's Baby), regia di Roman Polański (1968)

#### Anni '70
- Satana in corpo (Cry of the Banshee), regia di Gordon Hessler (1970)
- Il presagio (The omen) (1976)
- La maledizione di Damien (Damien: Omen II) (1978)

#### Anni '80
- Il diavolo e Max (The Devil and Max Devlin), regia di Steven Hilliard Stern (1981)
- Conflitto finale (The Final Conflict), regia di Graham Baker (1981)
- State buoni se potete, regia di Luigi Magni (1983)
- Il piccolo diavolo, regia di Roberto Benigni (1987)
- Angel Heart - Ascensore per l'inferno (Angel Heart), regia di Alan Parker (1987)
- Il signore del male (Prince of Darkness), regia di John Carpenter (1987)
- Le streghe di Eastwick (The Witches of Eastwick), regia di George Miller (1987)

#### Anni '90
- Nei panni di una bionda (Switch), regia di Blake Edwards (1991)
- Cose preziose (Needful Things), regia di Fraser Clarke Heston (1993)
- L'ultima profezia (The Prophecy), regia di Gregory Widen (1995)
- L'avvocato del diavolo (The Devil's Advocate), regia di Taylor Hackford (1997)
- Harry a pezzi (Deconstructing Harry), regia di Woody Allen (1997)
- La nona porta (The Ninth Gate), regia di Roman Polański (1999)
- Giorni contati - End of Days (End of Days), regia di Peter Hyams (1999)

#### Anni 2000
- Little Nicky - Un diavolo a Manhattan (Little Nicky), regia di Steven Brill (2000)
- Indiavolato (Bedazzled), regia di Harold Ramis (2000)
- Faust (Faust: Love of the Damned), regia di Brian Yuzna (2001)
- Beat the Devil, regia di Tony Scott - cortometraggio (2002)
- La passione di Cristo (The Passion of the Christ), regia di Mel Gibson (2004)
- Constantine, regia di Francis Lawrence (2005)
- Tenacious D e il destino del rock (Tenacious D in The Pick of Destiny), regia di Liam Lynch (2006)
- Ghost Rider, regia di Mark Steven Johnson (2007)
- Parnassus - L'uomo che voleva ingannare il diavolo (The Imaginarium of Doctor Parnassus), regia di Terry Gilliam (2009)

#### Anni 2010
- Devil, regia di John Erick Dowdle (2010)
- Ghost Rider - Spirito di vendetta (Ghost Rider: Spirit of Vengeance), regia di Mark Neveldine e Brian Taylor (2012)
- Supernatural – serie TV (2005-2017)
- La Jeune Fille sans mains, regia di Sébastien Laudenbach (2016)
- Lucifer – serie TV (2016-2021)
- Hail Satan?, regia di Penny Lane (2019)

### Testi
- (EN) Mennoch the devil in PDF
- (IT) J.R.R. Tolkien, Racconti incompiuti, Bompiani, Milano in PDF